# Lebakdenok
Lebakdenok is een bestuurslaag in het regentschap Cilegon van de provincie Banten, Indonesië. Lebakdenok telt 5930 inwoners (volkstelling 2010).